# نشت داده‌های گوگل در سال ۲۰۱۸
نشت داده‌های گوگل در سال ۲۰۱۸ یک رسوایی بزرگ در حفظ حریم خصوصی داده‌ها بود که در آن واسط برنامه‌نویسی کاربردی (API) گوگل پلاس، اطلاعات خصوصی بیش از پنج میلیون کاربر را افشا کرد.
مدیران گوگل پلاس برای اولین بار در مارس ۲۰۱۸، طی بررسی پس از رسوایی داده‌های فیس بوک-کمبریج آنالیتیکا متوجه جمع‌آوری داده‌های شخصی شدند. این اشکال، اگرچه بلافاصله برطرف شد، اما اطلاعات خصوصی تقریباً ۵۰۰۰۰۰ کاربر گوگل پلاس را در معرض دید عموم قرار داد. گوگل این نشت را برای کاربران شبکه فاش نکرد . در نوامبر ۲۰۱۸، به دنبال به‌روزرسانی واسط برنامه‌نویسی کاربردی (API) گوگل پلاس، نشت داده دیگری رخ داد. اگرچه گوگل هیچ مدرکی مبنی بر نفوذ پیدا نکرد، تقریباً ۵۲٫۵ میلیون نمایه شخصی به‌طور بالقوه در معرض دید قرار گرفتند. در اوت ۲۰۱۹، گوگل به دلیل استفاده کم و چالش‌های فنی، گوگل پلاس را خاموش کرد.

## نمای کلی از گوگل پلاس
گوگل پلاس در ژوئن ۲۰۱۱ به عنوان یک شبکه اجتماعی فقط برای دعوت راه اندازی شد، اما در اواخر سال برای دسترسی عمومی باز شد. گوگل پلاس توسط ویک گاندوترا مدیریت می‌شد.
مشابه فیسبوک، گوگل پلاس هم دارای ویژگی‌های کلیدی حلقه‌ها ، گوگل هنگ‌آوتس و اسپارکس است.
- حلقه‌ها به کاربران اجازه می‌دهند گروه‌های اجتماعی خود را با مرتب‌سازی دوستان در دسته‌های مختلف شخصی‌سازی کنند. پس از ورود به یک حلقه، کاربران می‌توانند اطلاعات را در فضاهای فردی خود تنظیم کنند.[۱۱]
- گوگل هنگ‌آوتس شامل چت تصویری و پیام‌رسانی فوری بین کاربران بود.[۱۲]
- اسپارکس به گوگل اجازه داد تا جستجوهای گذشته کاربران را برای یافتن اخبار و محتوای مرتبط با علایق آنها ردیابی کند.[۱۳]

گوگل پلاس به سایر سرویس‌های گوگل مانند یوتیوب، گوگل درایو و جی‌میل مرتبط شد و به آن امکان دسترسی به تقریباً ۲ میلیارد حساب کاربری را می‌داد. با این حال، کمتر از ۴۰۰ میلیون مصرف‌کننده به‌طور فعال از گوگل پلاس استفاده می‌کردند که ۹۰ درصد از این کاربران کمتر از پنج ثانیه از آن استفاده می‌کردند.

## نشت‌های اطلاعاتی
در مارس ۲۰۱۸، توسعه‌دهندگان گوگل یک مشکل امنیتی در واسط برنامه‌نویسی کاربردی (API) گوگل پلاس پیدا کردند که در آن برنامه‌های خارجی به فیلدهای نمایه دسترسی پیدا کردند که به‌عنوان عمومی علامت‌گذاری نشده بودند. ۵۰۰۰۰۰ حساب گوگل پلاس در این مشکل امنیتی گنجانده شد که به ۴۳۸ برنامه خارجی اجازه دسترسی غیرمجاز به نام، ایمیل، آدرس، شغل، جنسیت و سن کاربران خصوصی را داد. این اطلاعات بین سال‌های ۲۰۱۵ و ۲۰۱۸ در دسترس بود. گوگل هیچ مدرکی دال بر سوء استفاده از اطلاعات شخصی کاربر و همچنین اینکه توسعه دهندگان برنامه‌های شخص ثالث از این درز اطلاع داشته‌اند، پیدا نکرد.
در نوامبر ۲۰۱۸، یک به‌روزرسانی نرم‌افزار باعث نقض اطلاعات دیگری در واسط برنامه‌نویسی کاربردی (API) گوگل پلاس شد. این اشکال ۵۲٫۵ میلیون کاربر را تحت تأثیر قرار داد، که در آن، مانند نقض امنیتی ماه مارس، برنامه‌های غیرمجاز قادر به دسترسی به نمایه‌های گوگل پلاس، از جمله نام، آدرس ایمیل، مشاغل و سن کاربران بودند. برنامه‌ها نمی‌توانند به اطلاعات مالی، هویت ملی، شماره‌ها یا گذرواژه‌ها دسترسی داشته باشند. پست‌های وبلاگ، پیام‌ها و شماره تلفن‌ها نیز در صورت علامت‌گذاری خصوصی غیرقابل دسترس باقی می‌مانند. برخلاف نقض قبلی، دسترسی فقط به مدت شش روز قبل از اینکه گوگل پلاس از مشکل امنیتی مطلع شود در دسترس بود. یک بار دیگر، گوگل پلاس هیچ مدرکی برای سوء استفاده از داده‌های توسعه‌دهندگان شخص ثالث پیدا نکرد.

## پاسخ گوگل
در اکتبر ۲۰۱۸، وال استریت ژورنال مقاله ای را منتشر کرد که در آن به تشریح نقض اولیه و تصمیم گوگل برای افشا نکردن آن برای کاربران پرداخت. در آن زمان، هیچ قانون فدرالی وجود نداشت که گوگل را ملزم کند تا مشتریان خود را از نقض داده‌ها مطلع کند. گوگل پلاس در ابتدا به دلیل ترس از مقایسه شدن با نشت اطلاعات اخیر فیس بوک و متعاقباً از دست دادن اعتماد مصرف‌کننده، این نقض را فاش نکرد. در پاسخ به مقاله وال استریت ژورنال، گوگل از تعطیلی گوگل پلاس در اوت ۲۰۱۹ خبر داد پس از نشت اطلاعات دوم، تاریخ به آوریل ۲۰۱۹ منتقل شد. در پاسخ به نقض داده‌ها، مصرف‌کنندگان سازمانی از تأثیر این اشکال مطلع شدند و دستورالعمل‌هایی در مورد نحوه ذخیره، دانلود و حذف داده‌های خود قبل از بسته شدن گوگل پلاس به آنها داده شد. دفتر حفاظت از حریم خصوصی و داده‌های گوگل هیچ سوء استفاده ای از داده‌های کاربر پیدا نکرد.
قبل از بسته شدن گوگل پلاس، گوگل یک دوره ۱۰ ماهه تعیین کردکه در آن کاربران می‌توانستند داده‌های خود را دانلود و انتقال دهند. پس از دوره ۱۰ ماهه، محتوای کاربر حذف شد. در ۴ فوریه ۲۰۱۹، مصرف‌کنندگان دیگر قادر به ایجاد نمایه‌های گوگل پلاس جدید نبودند. گوگل در ۷ مارس ۲۰۱۹ APIهای گوگل پلاس را تعطیل کرد تا اطمینان حاصل کند که توسعه‌دهندگان قبل از بسته شدن گوگل پلاس با APIها ارتباط نمی‌گیرند.
گوگل نهاد اصلی شرکت مادر خود، شرکت آلفابت است. پس از نقض اطلاعات، قیمت سهام شرکت آلفابت با ۱ درصد کاهش به ۱۱۵۷٫۰۶ دلار در ۹ اکتبر ۲۰۱۸ پس از افت قبلی ۱۱۳۵٫۴۰ دلار در آن صبح، پایین‌ترین قیمت از ۵ ژوئیه ۲۰۱۸ بود پس از انتشار مقاله وال استریت ژورنال، قیمت سهام طی دو روز در ۱۰ اکتبر ۲۰۱۸ به ۲٫۱ درصد کاهش یافت. قیمت سهام از این نقطه به‌طور پیوسته افزایش یافت و به قیمت سهم ۸ اکتبر ۲۰۱۸ در ۵ فوریه ۲۰۱۹ رسید
گوگل قصد داشت گوگل پلاس را به عنوان یک شبکه شرکتی بازسازی کند. گوگل پلی اکنون ارزیابی می‌کند که کدام برنامه‌ها می‌توانند برای دسترسی به داده‌های پیامک کاربر اجازه درخواست کنند. فقط برنامه پیش‌فرض برای نسخه‌های موبایلی می‌تواند این درخواست را بدهد. قبل از نقض داده‌ها، برنامه‌ها می‌توانستند به‌طور همزمان درخواست دسترسی به تمام داده‌های مصرف‌کننده را داشته باشند. اکنون، هر برنامه باید برای هر جنبه از نمایه مصرف‌کننده مجوز درخواست کند.